# 聯邦快遞910號班機事故
2016年10月28日，聯邦快遞910號班機於勞德岱堡-好萊塢國際機場降落時，左側起落架斷裂導致飛機滑出跑道，左引擎觸地後起火。大火完全摧毀了左引擎和機翼。所幸機上的兩名機組人員沒有受傷。

## 事故客機
該飛機是麥克唐納·道格拉斯公司的MD-10-10F貨機，於1972年出廠，當時是一架DC-10客機，後來被改裝成貨機。它於1997年8月交付給FedEx，並於2003年升級為MD-10。該飛機由三台通用電氣CF6-6D發動機提供動力，事故發生機齡高達44年。

## 機組人員
55歲的機長於2000年被FedEx聘為飛行工程師，1982年至2000年他在美國空軍服役。他曾在波音727飛機上擔任飛行工程師，副駕駛，機長以及MD-11的機長。他的總飛行時間約為10,000小時（他不確定作為機長的時間），而在MD-11的飛行時間約為1,500小時。
47歲的副機長在2004年被FedEx聘為飛行教練，1990年至2004年他在美國空軍服役。2007年，他成為波音727的飛行工程師，並於2012年成為MD-11的副駕駛。總飛行時間約為6,000到6,300個小時，其中大約4,000個小時為機長。MD-11的總飛行時間約為400到500小時。

## 事發經過
聯邦快遞910號班機在當地時間17:50降落在勞德岱堡-好萊塢國際機場的10L跑道上。塔台向機組人員表示左側引擎著火了。飛機在跑道約2,000米（6,580英尺）處停下，左主起落架收起導致飛機向左傾側，左引擎及機翼著火。機場關閉了所有跑道，而緊急服務部門則撲滅了大火。兩名機組人員沒有受傷，但飛機受到了嚴重損壞。國家運輸安全委員會（NTSB）在現場派出了五名調查員，並展開了調查。
10月31日，NTSB報告，放下起落架時期間左側起落架便發生故障。起落架塌陷後，左發動機和左機翼刮傷了跑道，飛機轉向左側，並在跑道外側停下來。兩名機組人員都使用逃生繩從右座艙窗口逃生。沒有任何一人受傷。座艙語音和飛行數據記錄儀被帶到華盛頓的NTSB實驗室進行分析。

## 事後調查
NTSB在2018年8月23日發表報告：“左側起落架的斷裂是因金屬疲勞所致”，並指出聯邦快遞未能按製造商建議的八年間隔進行大修，是造成這場事故的原因。

## 外部連結
- Safety Fatigue cracking caused 2016 FedEx MD-10F gear failure: NTSB